# Serhij Stareńki
Serhij Mykołajowycz Stareńki, ukr. Сергій Миколайович Старенький (ur. 20 września 1984 roku we wsi Nowi Petriwci, w obwodzie kijowskim) – ukraiński piłkarz, grający na pozycji pomocnika.

## Kariera piłkarska

### Kariera klubowa
W 2005 rozpoczął karierę piłkarską w klubie Tarpeda Żodzino, który występował w Wyższej Lidze Białorusi. W 2007 przeszedł do został FK Smorgonie. Na początku 2008 powrócił do Ukrainy, gdzie został piłkarzem Desny Czernihów. Kiedy w 2010 w Desnie pojawiły się problemy finansowe opuścił czernihowski klub. Krótko trenował się w FK Charków, a potem podpisał kontrakt z FK Lwów. Na początku 2011 przeniósł się do FK Ołeksandrija. W lutym 2013 zasilił skład Arsenału Kijów. W czerwcu 2013 powrócił do PFK Oleksandria. 23 czerwca 2018 ponownie zasilił skład Desny Czernihów

## Sukcesy
- mistrz Pierwszej Lihi: 2011